# Синго (Япония)
Синго (яп. 新郷村 Синго:-мура) — село в Японии, находящееся в уезде Саннохе префектуры Аомори. Площадь села составляет 150,85 км², население — 2777 человек (1 августа 2014), плотность населения — 18,41 чел./км².

## Географическое положение
Село расположено на острове Хонсю в префектуре Аомори региона Тохоку. С ним граничат города Товада, Кадзуно и посёлки Гонохе, Намбу, Саннохе.

## История
В период Эдо село называлось Хэрай и находилось под контролем клана Намбу из домена Мориока. В 1955 году западную часть деревни Нозава объединили с Хэрай, которое позднее было переименовано в Синго.

## Население
Население села составляет 2777 человек (1 августа 2014), а плотность — 18,41 чел./км². Изменение численности населения с 1980 по 2005 годы:
| 1980 | 4332 чел. |  |
| 1985 | 4134 чел. |  |
| 1990 | 3724 чел. |  |
| 1995 | 3498 чел. |  |
| 2000 | 3343 чел. |  |
| 2005 | 3143 чел. |  |

## Символика
Деревом села считается конский каштан, цветком — Lysichiton camtschatcense.

## Достопримечательности
В селе имеется гробница Иисуса Христа, которая состоит из двух деревянных крестов на могиле Иисуса и его брата Исукири, и небольшой музей Иисуса Христа. По местной легенде распят был не Иисус Христос, а его брат по имени Исукири, после чего Иисус бежал в Сибирь, добрался до Аляски, а оттуда вернулся в деревню Синго, где уже жил до этого до возраста 30 лет. В Синго Христос женился, у него родилось трое детей, ставших основателями кланов Такэнути и Савагути. Умер Христос в возрасте 106 лет.